# Мерлара
Мерлара (італ. Merlara, вен. Merlara) — муніципалітет в Італії, у регіоні Венето, провінція Падуя.
Мерлара розташована на відстані близько 380 км на північ від Рима, 80 км на південний захід від Венеції, 45 км на південний захід від Падуї.
Населення — 2748 осіб (2014).

## Демографія
Населення за роками:

Станом на 1 січня 2023 року в муніципалітеті офіційно проживали 142 іноземці з 15 країн, серед них 32 громадяни країн Євросоюзу та 6 громадян України.

## Сусідні муніципалітети
- Казале-ді-Скодозія
- Кастельбальдо
- Мазі
- П'яченца-д'Адідже
- Терраццо
- Урбана